# Eurasia (serie de televisión)
Eurasia (en francés: Eurasia : À la conquête de l’Orient; en japonés: 文明の道, rōmaji: Bunmei no Michi, literalmente: «El camino de la civilización»), también conocida como Eurasian Empires, es una serie de televisión documental creada y producida por NHK y Point du Jour. Se estrenó el 20 de abril de 2003 en NHK, y terminó el 14 de diciembre de 2003, con un total de ocho episodios. La serie se emitió en France 5 al año siguiente, y posteriormente ha sido doblada al castellano y emitida en el canal de Historia.

## Sinopsis
Nuevos descubrimientos y estudios han demostrado que Asia Central, una región ubicada en el centro de Eurasia, desempeñó un papel importante como «cuna de la civilización». Las civilizaciones traídas al vasto continente euroasiático por la conquista y el comercio continuaban colisionando y fusionándose, afectando entre sí y desarrollando nuevas civilizaciones. Se utilizan imágenes generadas por ordenador para recrear las escenas históricas de Alejandría Oxiana, Babilonia, Bagdad, Persépolis, Roma, etcétera, que representan el ascenso y la caída de una civilización dinámica que tuvo lugar durante 2000 años.

## Episodios
| N.º | Título                               | Título francés                         | Título japonés                                | Dirigido por                                                                       | Fecha de emisión original |
| --- | ------------------------------------ | -------------------------------------- | --------------------------------------------- | ---------------------------------------------------------------------------------- | ------------------------- |
| 1   | «Alejandro Magno»                    | «Alexandre le Grand»                   | «アレクサンドロス大王 ペルシャ帝国への挑戦»   | Patrick Cabouat, Atsushi Ogaki, Atsushi Murayama, Satoru Nagai, Masakazu Taniguchi | 20 de abril de 2003       |
| 2   | «La Alejandría olvidada»             | «L’Alexandrie oubliée»                 | «アレクサンドロスの遺産 最果てのギリシャ都市» | Patrick Cabouat, Noriaki Hashimoto, Atsushi Murayama                               | 18 de mayo de 2003        |
| 3   | «El budismo»                         | «Gandhara, l’envol du bouddhisme»      | «ガンダーラ・仏教飛翔の地»                    | Patrick Cabouat, Kazuko Oka                                                        | 15 de junio de 2003       |
| 4   | «Los romanos en China»               | «Des Romains au cœur de la Chine»      | «地中海帝国ローマ・東方への夢»                | Patrick Cabouat, Atsushi Ogaki                                                     | 20 de julio de 2003       |
| 5   | «La ruta de la seda»                 | «Les Maîtres des caravanes»            | «シルクロードの謎 隊商の民ソグド»             | Patrick Cabouat, Noriaki Hashimoto                                                 | 14 de septiembre de 2003  |
| 6   | «Bagdad, en el año 1000»             | «Bagdad, an 1000»                      | «バグダッド 大いなる知恵の都»                 | Patrick Cabouat, Kaoru Kawada, Atsushi Murayama                                    | 12 de octubre de 2003     |
| 7   | «Jerusalén 1227: la paz excomulgada» | «Jérusalem 1227 : la paix excommuniée» | «エルサレム 和平･若き皇帝の決断»              | Patrick Cabouat, Kazuko Oka                                                        | 16 de noviembre de 2003   |
| 8   | «El conquistador mongol»             | «Le Rêve mongol»                       | «クビライの夢 ユーラシア帝国の完成»           | Patrick Cabouat, Masakazu Taniguchi                                                | 14 de diciembre de 2003   |

## DVD
La serie fue lanzada en DVD por TF1 vidéo en 2004. En 2006 se publicó una nueva edición titulada Eurasia : Orient et Occident, 2500 ans d’histoire et de conquêtes. El cofre de DVD japonés fue lanzado en 2004 por el NHK software.

## Adaptación
La serie ha sido adaptada en dos historietas y una serie de libros de cinco volúmenes, publicados entre 2003 y 2004 por NHK Publishing.
Historietas
- 文明の道1：アレクサンドロス 〜世界帝国への夢〜 («Alejandro: sueño del imperio mundial»)
- 文明の道2：クビライ 〜世界帝国の完成〜 («Kublai: completación del imperio mundial»)

Serie de libros
- 文明の道1：アレクサンドロスの時代 («La época de Alejandro Magno»)
- 文明の道2：ヘレニズムと仏教 («Helenismo y budismo»)
- 文明の道3：海と陸のシルクロード («La ruta de la seda por tierra y mar»)
- 文明の道4：イスラムと十字軍 («Islam y las cruzadas»)
- 文明の道5：モンゴル帝国 («Imperio mongol»)